# Жалтыр-Карабас
Жалтыр-Карабас (каз. Жалтыр Қарабас) — пересыхающее озеро в Карабалыкском районе Костанайской области Казахстана. Находится в 1 км к северо-востоку от посёлка Приозёрное.
По данным топографической съёмки 1958 года, площадь поверхности озера составляет 4,63 км². Наибольшая длина озера — 2,6 км, наибольшая ширина — 2,2 км. Длина береговой линии составляет 8,6 км, развитие береговой линии — 1,14. Озеро расположено на высоте 205,5 м над уровнем моря.